# Julio Bastida
Julio Yusniel Bastida Mendoza (ur. 21 lutego 1990) – kubański zapaśnik w stylu klasycznym. Złoty medal mistrzostw panamerykańskich w 2015 i brązowy w 2014. Mistrz Ameryki Środkowej i Karaibów w 2014 roku.